# Zootrophion ximenae
Zootrophion ximenae är en orkidéart som först beskrevs av Carlyle August Luer och Alexander Charles Hirtz, och fick sitt nu gällande namn av Ined. Zootrophion ximenae ingår i släktet Zootrophion och familjen orkidéer. Inga underarter finns listade i Catalogue of Life.

## Bildgalleri

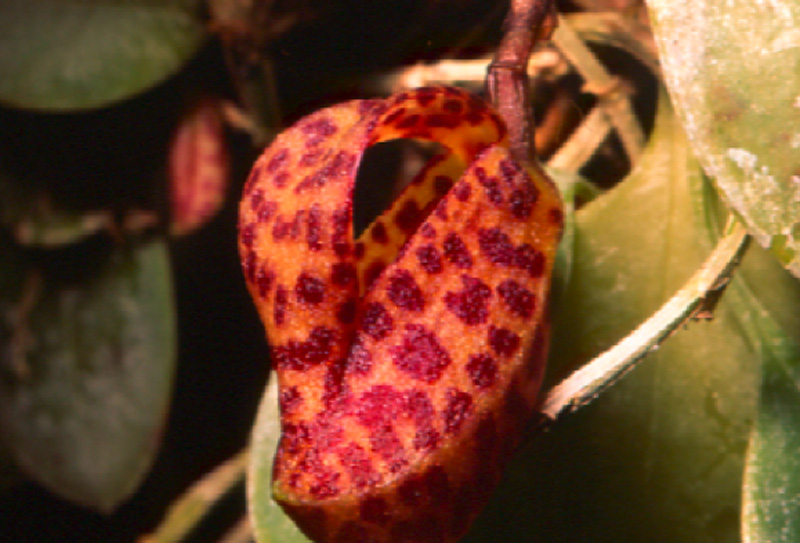